# Мезомерія
Мезомерія (рос. мезомерия, англ. mesomerism) — термін означає, що структура кон'югованої молекули є проміжною між кількома можливими електронними формулами Льюїса, тобто π-електрони в такій молекулі є менш локалізованими, ніж це подає формула Льюїса. Це пов'язується з π-електронною взаємодією в кон'югованих системах.
Описується за допомогою зігнутих стрілок, спрямованих до електроноакцепторних полюсів у молекулі.